# Микитась Віктор Григорович
Ві́ктор Григо́рович Микита́сь (1946—2016) — почесний енергетик України, ліквідатор.

## Життєпис
Народився 1946 року в Жовтих Водах (Дніпропетровська область). 1969 року закінчив Одеський технологічний інститут, факультет «атомні електростанції та установки». Працював майстром, першим заступником директора, головним інженером «Південтепломонтажу» — майже 50 років працював в атомній галузі. Брав активну участь у будівництві Чорнобильської АЕС. На момент вибуху 4-го енергоблоку ЧАЕС 26 квітня 1986 був головним інженером; з перших днів керував операцією локалізації аварії. Його дружина Лідія Григорівна (до шлюбу Красножон) також працювала на ЧАЕС; після вибуху її з 6-річним Максимом евакуювали до Києва.
Голова наглядової ради ПрАТ «Укренергомонтаж» в 2008—2016 роках. Працював над спорудженням нового безпечного конфайнменту та виведенням станції з експлуатації. Серед останніх проектів — керівництво роботами на будівництві об'єкту «Укриття-2».

## Нагороди
- орден Трудового Червоного Прапора;
- орден «Знак Пошани»;
- 29 листопада 2016 року указом Президента України № 524 посмертно нагороджений орденом «За заслуги» III ступеня[1].

## Вшанування

Меморіальна дошка по вул. Пушкінській, 27

- 29 травня 2018 року в Києві, на будинку по вулиці Пушкінській, № 27, де знаходилося підприємство «Південьтеплоенергомонтаж», в якому багато років працював Віктор Микитась, встановлено меморіальну дошку[2] (скульптор Сергій Олексієнко[3]).